# Manhwa
Manhwa betyder tegneserie på koreansk. Manhwa er meget populær i Korea, ligesom manga er det i Japan. Manhwa minder meget om manga. Temaerne er de samme og genrerne lige så brede. Der er dog væsentlige forskelle. Hvor manga læses fra højre til venstre, læses manhwa fra venstre til højre, på samme måde som vestlige tegneserier. Stregen er oftest løsere i en manhwa end en manga, dvs. ikke så stilistisk som manga ofte er. Der er endnu ikke udkommet så mange manhwa-tegneserier i Danmark. 

## Liste over danske manhwa-udgivelser
- Demon Diary
- I.N.V.U.